# Cu rốc đầu đỏ
Cu rốc đầu đỏ (danh pháp khoa học: Psilopogon asiaticus) là một loài chim trong họ Megalaimidae.